# Náměstí Hedviky Vilgusové
Náměstí Hedviky Vilgusové je veřejné prostranství městské části Praha-Klánovice. Dne 17. června 2008 bylo pojmenováno po klánovické malířce dětských knih a zastupitelce Hedvice Vilgusové, která zemřela 12. listopadu 2007.
Náměstí se rozprostírá v centru Klánovic, při hlavní ulici Slavětínská na křížení s ulicí V Soudním. V těsné blízkosti se nachází Masarykova základní škola, sportovní Hala starosty Hanzala a dětský domov. Součástí náměstí je park s dětským hřištěm.
Na náměstí a v jeho okolí jsou umístěny sochy vytvářené od roku 2012 na sochařském sympoziu Sochání pro Hedviku.